# Jae Lee
Jae Lee (né le 22 juin 1972 en Corée du Sud) est un auteur de bande dessinée américain.

## Biographie
Après le lycée, il étudie la publicité à l'Art Institute d'Atlanta (en) mais stoppe au bout d'un an.
Lors d'une convention de comics à New-York, il présente ses dessins à plusieurs éditeurs et rencontre Scott Lobdell. Appréciant ses dessins, Lobdell lui demande de lui envoyer régulièrement des exemples. Un an plus tard, il a sa première commande et travaille sur Marvel Comics Presents no 85-92.
Son premier travail d'envergure consiste en treize épisodes (no 26-38) de Namor the Sub-Mariner écrits par Bob Harras en 1992-1993. En 1994, il crée sa propre série Hellshock qui est éditée par Image Comics.
Sa mini-série des Inhumains, réalisée avec le scénariste Paul Jenkins en 1998-1999, lui a valu un Prix Eisner. Entre 2007 et 2010, il travaille sur La Tour sombre, adaptation en bande dessinée de l'œuvre homonyme de Stephen King. En 2013/2014, il dessine chez DC Comics huit épisodes de Batman/Superman écrits par Greg Pak.

## Prix et récompenses
- 1999 : Prix Eisner de la meilleure nouvelle série pour Les Inhumains avec (Paul Jenkins)